# Frederick Bridge
John Frederick Bridge (Oldbury, 5 de diciembre de 1844 - 18 de marzo de 1924) fue un organista, compositor, profesor y escritor inglés.
De familia de músicos, Bridge se convirtió en organista de una iglesia antes de los 20 años, y logró convertirse en organista de la catedral de Mánchester a los 24 años. Después de pasar allí seis años, fue invitado a convertirse en organista de la Abadía de Westminster, donde permaneció el resto de su carrera. Instituyó varios cambios para modernizar y mejorar la creación musical en la Abadía y organizó la música para varios acontecimientos del estado, incluidas dos coronaciones.
Como profesor y conferenciante, Bridge ocupó cargos en el Royal College of Music, Gresham College y la Universidad de Londres. Entre sus alumnos se encontraban los compositores Arthur Benjamin y Noel Gay, los organistas Edward Bairstow y Herbert Brewer, el director Landon Ronald y el pionero de la música antigua Arnold Dolmetsch. Sus conferencias públicas en Gresham College atrajeron gran cantidad de público y cubrieron una amplia gama de temas y períodos musicales.
Durante 25 años, Bridge fue director de la Royal Choral Society, con quien interpretó muchas obras nuevas, incluidas algunas de sus propias composiciones y obras de los compositores británicos Elgar, Vaughan Williams y Parry.

## Biografía

### Primeros años
Bridge nació en Oldbury, en el centro de Inglaterra. Fue el hijo mayor de John Bridge y su esposa, Rebecca, de soltera Cox. En 1850, su padre fue nombrado vicario-coral (vicar choral) de la catedral de Rochester y Frederick fue admitido en el coro de la catedral como 'niño practicante' (es decir, en período de prueba). Los niños del coro eran educados por otro de los vicarios-corales. El régimen era severo en disciplina y rudimentario en el plan de estudios, pero de entre los alumnos de la escuela del coro de este período saldrían futuros organistas de cuatro catedrales inglesas y de la Abadía de Westminster. Entre ellos se encontraba el hermano menor de Bridge, Joseph, quien finalmente se convertiría en organista de la catedral de Chester.
Bridge participó por primera vez en una gran conmemoración nacional en 1852, cuando, a los ocho años, se le permitió ayudar a tocar la campana de la catedral para conmemorar la muerte del duque de Wellington. Cuando Bridge tenía nueve años, él y su padre eran miembros del coro que había reunido Michael Costa para la inauguración de The Crystal Palace en junio de 1854. A la edad de 14 años, Bridge dejó el coro de la catedral y fue aprendiz de John Hopkins, organista de la catedral de Rochester. Mientras todavía estudiaba con Hopkins, Bridge fue nombrado organista de la iglesia del pueblo de Shorne en 1851, y al año siguiente se mudó a la iglesia parroquial de Strood. De 1863 a 1867 estudió composición con John Goss, profesor de armonía en la Royal Academy of Music. Bridge decía en 1897: 'Fueron lecciones muy felices y de mejora, y es imposible para mí sobreestimar el valor de la instrucción dada por ese músico tan simple y querido'.
En 1865 Bridge fue nombrado organista de la iglesia de la Santísima Trinidad en Windsor (Berkshire). Allí fue alentado e influenciado por George Job Elvey, organista de la capilla de San Jorge de Windsor, e hizo muchos amigos, incluidos John Stainer y el joven Hubert Parry. Durante su tiempo de estancia en Windsor, Bridge aprobó el examen para la beca del Royal College of Organists, en 1867, y obtuvo su licenciatura en Música (Bachelor of Music) en la Universidad de Oxford.

### Organista de la catedral
Después de 4 años en Windsor, Bridge logró su ambición de convertirse en organista de catedral, compitiendo con éxito por el puesto en la catedral de Mánchester. Pasó allí seis años desde 1869, con su hermano Joseph como asistente. Mientras estaba en Mánchester, obtuvo su título de doctor en música (Doctor of Music) en Oxford en 1874 y fue profesor de armonía en el Owens College desde 1872.
Bajo el liderazgo de Bridge, se mejoraron los estándares musicales de la catedral y se reemplazó el insatisfactorio órgano antiguo. El estado del instrumento existente fue descrito por The Manchester Guardian como 'no solo desacreditado para los eclesiásticos, sino especialmente objetable cuando está en la iglesia catedral de una diócesis adinerada'. El capillero, William Houldsworth, dio 5000 libras, y Hill and Sons, de Londres, construyó un magnífico órgano nuevo.

### Abadía de Westminster
En 1875, cuando el organista y maestro de coros de la Abadía de Westminster, James Turle, se jubiló, Bridge fue invitado a sucederlo. Pero ya que se le permitió a Turle retener su título durante su jubilación, Bridge fue nombrado formalmente 'Organista Adjunto Permanente de la Abadía de Westminster' hasta la muerte de Turle en 1882, aunque estuvo efectivamente en el cargo desde el principio.
Según el organista Walter Galpin Alcock, Bridge cumplió esas expectativas: 'Reformó muchas tradiciones poco sólidas en el coro, como la permanencia vitalicia de puestos como los de vicarios-corales o el ensayo, inadecuado, de niños y hombres juntos. Los servicios pronto se hicieron famosos sobre todo por su fama como entrenador de voces de niños,'
Para el público en general, Bridge se hizo conocido por organizar la música y componer parte de ella, con ocasión de grandes celebraciones del estado, en particular el jubileo de la reina Victoria (1887), la coronación del rey Eduardo VII (1902), el servicio conmemorativo nacional de Eduardo VII ( 1910), la coronación de Jorge V (1911) y la reinauguración de la capilla de Enrique VII como capilla de la Orden del Baño (1913). En el mundillo musical fue conocido por sus conmemoraciones especiales de compositores ingleses del pasado. La primera fue la celebración de Henry Purcell en 1895, que marcó el bicentenario de la muerte de Purcell. Bridge presentó el Te Deum de Purcell 'purgado de las acumulaciones del siglo XVIII que se habían superpuesto'. Las conmemoraciones posteriores fueron las de Orlando Gibbons (1907) y Samuel Sebastian Wesley (1910).
Después de haber intentado con éxito reemplazar el órgano en Mánchester, Bridge se vio obligado a hacer lo mismo en la Abadía. Describió el órgano que heredó como 'muy anticuado'. En 1884, el órgano fue completamente reconstruido por Hill and Son con altas especificaciones.

### Profesor, musicólogo y director de orquesta
Cuando se estableció la Escuela Nacional de Formación de Música en 1876 bajo la dirección de Arthur Sullivan, Bridge fue nombrado profesor de órgano. Y cuando la escuela fue reconstituida como Royal College of Music en 1883, fue nombrado profesor de armonía y contrapunto. En 1890 fue elegido profesor de música en el Gresham College de Londres, y en 1903 fue nombrado profesor de música en la Universidad de Londres. Según Guy Warrack y Christopher Kent en el Grove Dictionary of Music and Musicians, 'lo que cuentan de su enseñanza no es elogioso', aunque, en general, se le consideraba un conferenciante de gran éxito, y en el Dictionary of National Biography de Alcock se lee: 'Debido a su estilo persuasivo e ilustraciones adecuadas, sus conferencias atrajeron a una gran audiencia'. Entre sus alumnos en el Royal College y en la Abadía se incluyen: Edward Bairstow, Arthur Benjamin, Herbert Brewer, Arnold Dolmetsch, Noel Gay, Lloyd Powell y Landon Ronald.
Cuando George Grove se retiró como director del Royal College a finales de 1894, Bridge, junto con Hubert Parry, Charles Villiers Stanford, Walter Parratt y Franklin Taylor, fue visto como un fuerte candidato para sucederle. Finalmente, Parry fue elegido, y Bridge y los demás continuaron trabajando bajo su mandato.
Las conferencias de Bridge en Gresham College fueron bien reconocidas por la amplia gama de temas que cubrió. Sus artículos para la prensa musical mostraron una variedad similar. Algunos ejemplos incluyen: 'Purcell y Nicola Matteis'; 'Samuel Pepys - Un amante de Musicke'; 'Una visión de la educación musical del siglo XVII' y 'Los gritos musicales de Londres en la época de Shakespeare'. En 1899 fue pionero de la interpretación auténtica de la partitura de Händel para El Mesías, eliminándo las reorquestaciones de los siglos XVIII y XIX.
Además de ser en 1903 miembro fundador del Samuel Pepys Club, Bridge fue director de la Royal Choral Society de 1896 a 1921. En un artículo que celebraba su trabajo con la sociedad, Herman Klein enumeró las nuevas obras que había realizado bajo la batuta de Bridge. Se incluían seis obras de Elgar, cuatro de Parry, Stanford y Samuel Coleridge-Taylor, y obras de Alexander MacKenzie, Frederic Cowen, Hamilton Harty, Ethel Smyth y Vaughan Williams.

## Vida personal
Bridge se casó 3 veces, la primera, en 1872, con Constance Ellen Moore (f. 1879); la segunda, en 1883, con Helen Mary Flora Amphlett (f. 1906), y la tercera, en 1914, con Marjory Wedgwood Wood (f. 1929). Tuvo un hijo y una hija del primer matrimonio y una hija del segundo.
Bridge fue nombrado caballero (Knight Bachelor) en 1897. En agosto de 1902 fue nombrado miembro (cuarta clase) de la Real Orden Victoriana (MVO), por "los valiosos servicios prestados recientemente en relación con la coronación (del rey Eduardo VII)", y ascendido a Comendador de la orden (CVO) en 1911. Recibió títulos honoríficos de las universidades de Durham (1905) y Toronto (1908).
Bridge se retiró de organista de la Abadía en 1918, pero se le otorgó el título de 'Organista Emérito' y continuó viviendo en Little Cloisters hasta su muerte seis años más tarde a la edad de 79 años. Su funeral tuvo lugar en Glass, Aberdeenshire, donde fue enterrado el 21 de marzo de 1924.

## Obras

### Música
Sus obras de mayor envergadura incluyen las piezas corales Mount Moriah (oratorio) (1874); Boadicea (cantata, G. E. Troutbeck, 1880); Callirhoë: a Legend of Calydon (cantata, W. B. Squire, 1888); He giveth his Beloved Sleep (meditación, Elizabeth Barrett Browning, 1890); The Repentance of Nineveh (El arrepentimiento de Nínive, oratorio, Joseph Bennett, 1890); The Inchape Rock (balada, Robert Southey, 1891); The Cradle of Christ: Stabat mater speciosa (cántico, J.M. Neale, 1894); The Flag of England (La bandera de Inglaterra, balada, Rudyard Kipling, 1899); The Forging of the Anchor (La forja del ancla, escena dramática, S. Ferguson, 1901); The Lobster's Garden Party (La fiesta del jardín de la langosta, cantata, S. Wensley, 1904); A Song of the English (balada, Kipling, 1911) o Star of the East (fantasía navideña, Lady Lindsay, 1922).
Bridge también escribió y editó muchos villancicos y fue editor del Westminster Abbey Hymn-Book (Libro de himnos de la Abadía de Westminster) y del Wesleyan Hymn-Book (Libro de himnos wesleyano). Entre sus obras más breves se encuentran muchas canciones, tanto cómicas como serias. Las primeras eran populares, a lo que Bridge comentaba que había escrito mucha música seria, pero que nadie parecía querer escucharla.

### Partituras y manuscritos
Novello, Ewer & Co., de Londres, publicó partituras vocales de The Ballad of "The Clampherdown", Boadicea, Callirhoë, The Cradle of Christ, The Flag of England, Forging the Anchor, The Frogs and the Ox, He giveth his Belovèd Sleep, Hymn to the Creator, The Inchcape Rock, The Lobster's Garden Party, The Lord's Prayer, Mount Moriah, The Repentance of Nineveh, Rock of Ages and The Spider and the Fly. Metzler & Co., de Londres, publicó la partitura vocal de The Festival y Bosworth & Co., de Londres, publicó la partitura vocal de The Star of the East.
Manuscritos autógrafos de Boadicea, The Flag of England, The Frogs and the Ox, God Save the Queen, The Inchcape Rock, Kings shall see and arise, The Lord's Prayer, the Magnificat in G, The Repentance of Nineveh, Rejoice in the Lord and Rock of Ages se conservan en la Biblioteca del Royal College of Music de Londres (Add. Mss 5048).

### Libros
Además de varios trabajos educativos para Novello & Co, Bridge publicó dos libros basados en sus conferencias, Samuel Pepys, Lover of Musicke (1903) y Twelve Good Musicians from John Bull to Henry Purcell (1920), así como un volumen sustancial de sus memorias, A Westminster Pilgrim (1918). Al revisar estas memorias, el crítico H. C. Colles escribió que el libro mostraba por qué Bridge era 'incluso más amado como hombre que respetado como músico'.
| Predecesor: James Turle | Organista y director de coro de la Abadía de Westminster 1882–1919 | Sucesor: Sydney Nicholson |